# Gunong Buloh (Panga)
Gunong Buloh is een bestuurslaag in het regentschap Aceh Jaya van de provincie Atjeh, Indonesië. Gunong Buloh telt 272 inwoners (volkstelling 2010).